# کوه روی
کوه روی (به صربی: Ruy) یک کوه در صربستان است که در استان پرنیک واقع شده‌است. کوه روی ۱٬۷۰۶ متر بالاتر از سطح دریا واقع شده‌است.